# Chöd

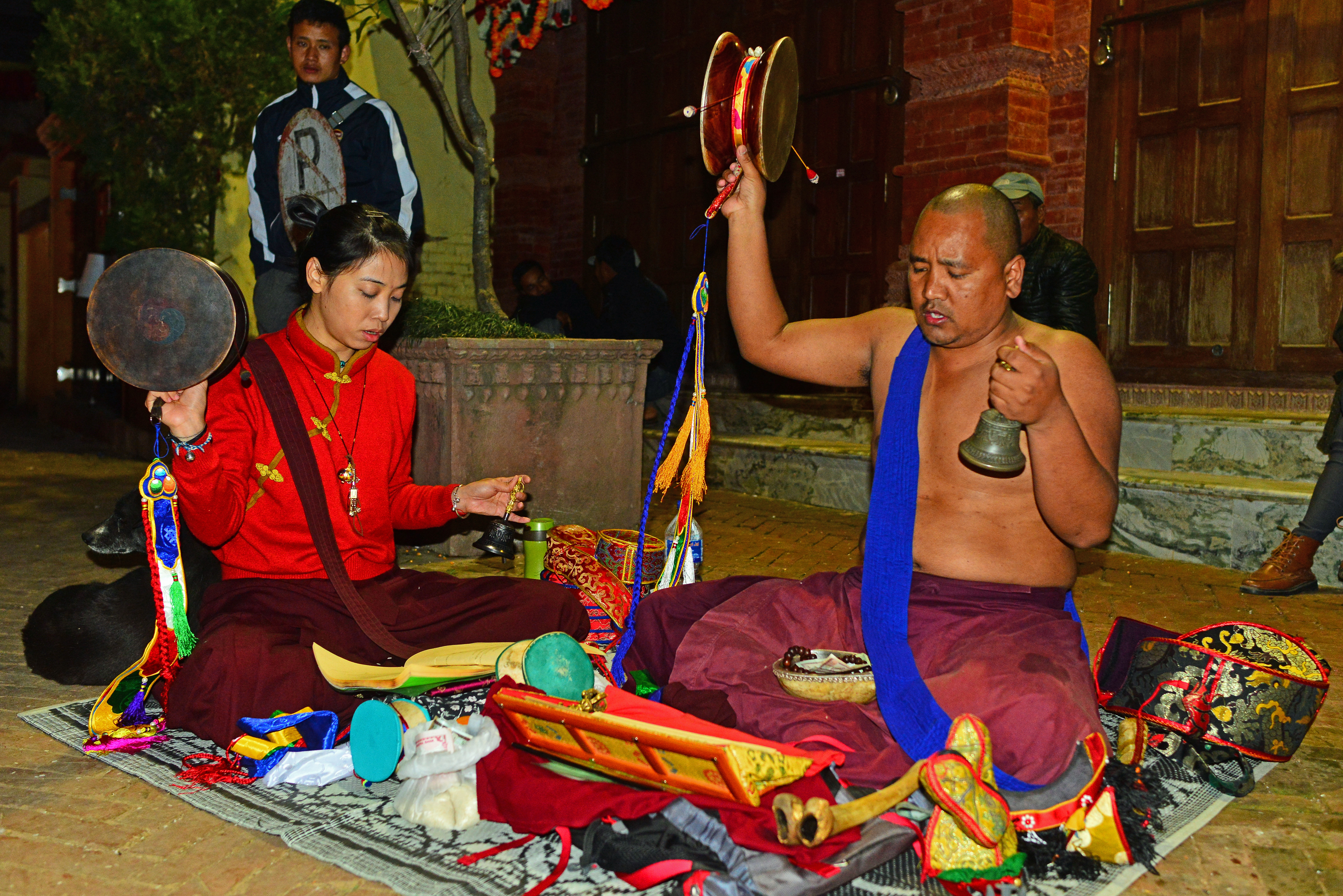
Två chödutövare vid Boudhanath. I höger hand håller de en damaru och i vänster hand en ghanta

Chöd är en tantrisk tibetansk buddhistisk utövningsform. Utövningsformen skapades av en 1100-tals kvinna vid namn Machig Labdrön. 
Chöd går ut på att bli av med sitt känslomässiga fäste vid sin kropp, sitt dualistiska tänkande, och uppfattningar om hopp och rädsla. Chödmeditation går ut på att utövaren visualiserar ett skeende där utövarens kropp, kött, blod, ben och organ offras till diverse varelser - inklusive demoner. Bortsett från att försöka bli av med sitt känslomässiga fäste till sin kropp används meditationsformen/ritualen ofta i läkande eller skyddande syfte. 
Chöd utövas oftast ensam i skrämmande miljöer, såsom kyrkogårdar, men chödritualer utförs även i klostersammanhang. Då används ofta en damaru (handtrumma) och en rkang-gling (lårbenstrumpet).